# Traktát Kidušin
Traktát Kidušin (hebrejsky מַסֶּכֶת קִדּוּשִׁין ‎ je nejkratší traktát talmudického oddílu Ženy (Našim), obvykle řazený jako poslední v tomto oddílu. Název traktátu je odvozen od pojednání o uzavírání židovského manželství, kterým traktát začíná.

## Zařazení traktátu v oddíluŽeny
Podle Majmonidovy předmluvy k mišně je zařazení traktátu na závěr oddílu podivné: příhodnější by bylo jeho zařazení před traktát Ketubot, tak jako se při uzavírání manželství nejprve provádí „kidušin“, tedy „zasvěcení“ ženy, a poté uděluje muž ženě „ketubu“, manželskou „smlouvu“. A když už ne před traktát Ketubot (aby nebyla narušena návaznost traktátu Jevamot na traktát Ketubot), každopádně by se měl objevit před traktátem Gitin pojednávajícím o rozvodech.
Tuto anomálii vysvětluje Majmonides tak, že uspořadatel Mišny postupoval podle pořadí, v jakém se jednotlivá témata objevují v Tóře, kde popis procedury rozvodu předchází zmínce o uzavírání manželství:
Vzal-li si muž ženu, souložil s ní a stalo se, že v jeho očích nenalezla přízeň, jelikož na ní nalezl nějakou nepřístojnost, napíše jí rozvodový list, dá jí ho do ruky a propustí ji ze svého domu. Když odešla z jeho domu, může se provdat za jiného muže.

Deuteronomium 24:1–2

## Mišna
Traktát je rozdělen na čtyři kapitoly:
1. Žena je získávána (obsahuje 10[p 3] mišnajot). Pojednává o způsobech, jakými se získává žena, a způsobech, jakými se žena z manželství vyvazuje; navazuje popis postupů, kterými se nabývá židovský otrok, nežidovský otrok, dobytek, nemovitý a movitý majetek. Dále je popsáno nabývání vlastnictví výměnou. Závěr kapitoly se věnuje závaznosti micvot.
2. Muž zasvěcuje (10 mišnajot). Probírá otázky zastoupení při zasvěcení ženy a následky chybného zasvěcení a omylu.
3. Když řekl (13 mišnajot). Pokračování pravidel zasvěcení, podmíněné zasvěcení, zasvěcení nezletilé. Závěr kapitoly se zabývá osobním statusem dítěte.
4. Deset původů (14 mišnajot). Navazuje na téma osobního statusu („původu“) z předchozí kapitoly a probírá možnosti vzájemných sňatků osob podle jejich statusu; dále otázky prokazování původu a věrohodnosti tvrzení o původu. Navazuje tématem jichudu – přebývání muže a ženy o samotě. Závěrečná mišna celého traktátu obsahuje úvahy o volbě zaměstnání a o vhodném poměru zaměstnání a studia Tóry.

Celkem má traktát 47 mišnajot.

## Gemara a tosefta
K traktátu existuje kromě mišny i tosefta a gemara v obou talmudech. V babylonském talmudu má tento traktát rozsah 81 listu.

### Významné pasáže traktátuKidušinv babylonském talmudu
- Pravidla zastoupení (list 41a)
- Chudý, který si prohlíží koláč (list 59a)

## Komentátoři
Kromě obvyklých talmudických komentářů existuje ke gemaře babylonského talmudu traktátu Kidušin samostatný komentář rabi Josefa ibn Ezry pod názvem Acamot Josef (Soluň, 5361).